# 小行星13963
小行星13963（13963 Euphrates）是一颗绕太阳运转的小行星，为主小行星带小行星。该小行星于1991年8月3日发现。

## 轨道参数
小行星13963的轨道半长轴为3.3250275 UA，离心率为0.259。